# Alpinien Pabot-Chatelard
Alpinien Bertrand-Juste Pabot-Chatelard, né le 9 novembre 1837 à Rochechouart (Haute-Vienne) et mort le 1er mars 1929 à Teyjat (Dordogne), est un sous-préfet et préfet (de 1877 à 1898) et maire de Saint-Priest-sous-Aixe (1870-1871) et de Teyjat (1908-1911).

## Famille

### Origines familiales
Né le 9 novembre 1837 à Rochechouart (Haute-Vienne) dans une famille de la bourgeoisie, il est le fils de François-Xavier Pabot-Chatelard, procureur du roi à Limoges, avocat au barreau de Rochechouartpuis conseiller à la cour d'appel de Limoges et de Marthe Alodie Lageon. 

### Vie privée
Marié en premières noces à Emma Cramaille (1841-1873). Le couple a quatre enfants. En secondes noces, il épouse en 1896 Justine Peltier (1862-1956), artiste-peintre.

## Carrière
Il est maire de Saint-Priest-sous-Aixe (Haute-Vienne) de 1870 à 1871. 
Il est nommé  sous-préfet de Nontron (Dordogne) en 1877 puis de Saint-Nazaire (Loire-Inférieure) en 1883 et du Havre (Seine-Inférieure) en 1885.
Par la suite, il est nommé préfet du Tarn le 10 janvier 1888, de la Creuse le 12 février 1890, (en qualité de préfet de la Creuse, il signe en avril 1891 un contrat avec la Compagnie française des voies ferrées économiques pour un réseau départemental de 400 km de voies à 1 mètre, superstructure pour des tramways à vapeur) et de l’Ariège de 1892 à 1898 (où il s’occupe de l’épidémie de choléra de 1893 et reçoit pour cela en 1895 la médaille en or de 1re classe des épidémies).
Préfet honoraire, il devient conseiller municipal de Teyjat puis maire de la commune de 1908 à 1911.
Il meurt le 1er mars 1929 à Teyjat.

## Décorations
- Officier de la Légion d'honneur (26 aout 1898)[6]
- Officier de l'Instruction publique[6]
- Chevalier de l'ordre du Mérite agricole[6]
- Médaille d'honneur en or de première classe pour acte de dévouement[6]
- Médaille d'or de première classe des épidémies[6]